# Черкаське навчально-наукове відділення Львівського національного університету імені Івана Франка
Черка́ське навчально-наукове відділення Львівського національного університету імені Івана Франка »  — заклад вищої освіти IV рівня акредитації в місті Черкаси, територіально відокремлений структурний підрозділ  «Львівський національний університет імені Івана Франка».

## Історія

Пам'ятна дошка Івану Боклогову

1968 року у місті Черкасах за ініціативи Івана Боклогова було створено Черкаський фінансовий технікум Будбанку СРСР. На весь Радянський Союз таких закладів було 2, інший знаходився у місті Орел. Перші студенти навчались у старій будівлі колишньої залізничної школи № 1, яка розташовувалась на місці сучасної обласної друкарні. Через відсутність великої кількості відповідних навчальних закладів, проблем із працевлаштування випускників не було. Окрім того щорічно попит на фінансових кваліфікованих спеціалістів збільшувався. Згодом технікум перетворився на загальнодержавний навчальний заклад з підготовки спеціалістів із середньою освітою для фінансових установ країни. У 1980-1988 роках у технікумі було також підготовлено 105 спеціалістів для Куби. У жовтні 1987 року вуз змінив назву на Черкаський фінансово-економічний технікум, а у грудні того ж року переданий у підпорядкування Держбанку СРСР.
Після здобуття Україною незалежності та створення Національного банку України 1991 року технікум перейшов у його підпорядкування. У лютому 1994 року за переведенням з посади головного бухгалтера АТ «Черкаське Хімволокно» директором технікуму було призначено Миколу Дмитренка, якого представив колективу Голова правління Національного банку України Віктор Ющенко. 1996 року вуз було перетворено у Черкаський банківський коледж. 1998 року у коледжі з ініціативи Віктора Ющенка у рамках українсько-німецької програми «Трансформ» був урочисто відкритий перший в Україні навчально-тренувальний банк, обладнаний за усіма вимогами того часу. Допомогу у створенні такого банку було надано Берлін-Бранденбурзькою освітньою академією програми «Банкір» в Україні.
Після створення 2000 року Української академії банківської справи коледж перетворився на його Черкаську філію. 2004 року філія була перетворена на Черкаський банківський інститут ІІІ рівня акредитації. 2006 року, коли академія була реорганізована в Університет банківської справи, Черкаський інститут було перетворено у Черкаський інститут банківської справи. З 2015 року інститут називається Черкаський навчально-науковий інститут державного вищого навчального закладу «Університет банківської справи».
Відповідно до Розпорядження Кабінету Міністрів України та Наказу Міністерства освіти і науки України Університет банківської справи було приєднано до Львівський національний університет імені Івана Франка. Черкаський навчально-науковий інститут було реорганізовано в Територіально відокремлений структурний підрозділ "Черкаське навчально-наукове відділення Львівського національного університету імені Івана Франка".

### Директори
- 1968 — 1993 — Свищ Іван Порфирович
- 1994 — 2016 — Дмитренко Микола Гаврилович
- 2016 — 2021 — Рогова Наталія Василівна
- з 2021 — в.о. директора Шабанова Олена Вікторівна

## Інфраструктура
У складі інституту діють один факультет, відділ кадрів, науково-дослідна частина, наукова бібліотека, відділ бухгалтерського обліку та економічної роботи, лабораторія ІТ, експлуатаційно-технічний відділ, навчальна лабораторія Навчально-тренувальний банк «Славутич».
Для студентів інститут має сучасні навчальні аудиторії, комп'ютерні класи, конференц-зал, спортивні класи, два гуртожитки, їдальня та буфети.

### Бібліотека
Наукова бібліотека інституту є структурним підрозділом Наукової бібліотеки ДВНЗ «Університет банківської справи» у місті Київ. Вона нараховує 72 тисячі одиниць, 20 % з яких складають періодичні та електроні видання. Бібліотека має великий книжковий фонд, 60 % літератури якої складають навчальна література та наукові роботи. Окрім того вона має сегмент художньої літератури та книг із психології і бізнес-психології. У бібліотеці діє автоматизована бібліотечно-інформаційна система ІРБІС, локальна комп'ютерна мережа, що налічує 20 одиниць техніки, яка має підключення до Інтернету.

### НТБ «Славутич»
Навчально-тренувальний банк «Славутич» є єдиним в Україні тренувальним банком, відкритим 1998 року з ініціативи Голови правління Національного банку України Віктора Ющенка у рамках українсько-німецької програми «Трансформ». Банк повністю моделює діяльність комерційного банку та забезпечує банківське обслуговування юридичних осіб навчально-тренувальних фірм — членів Всеукраїнської Асоціації «Централь», учасниками якої є навчальні заклади Києва, Миколаєва, Вінниці, Хмельницького, Івано-Франківська та Львова. Особливістю тренувального банку є використання автоматизованої банківської системи «Б2», що забезпечує отримання студентами практичного досвіду роботи в банківській установі.

## Міжнародна діяльність
Одним з завдань міжнародної діяльності інституту згідно з Концепцією інноваційного розвитку Університету банківської справи на 2010—2020 роки є його у міжнародний академічний простір. Саме тому міжнародна співпраця є невід'ємною складовою діяльності вузу. Його міжнародними партнерами є:
- Поліський державний університет (місто Пінськ, Білорусь)
- Брестський державний технічний університет (місто Берестя, Білорусь)
- Університет Міколаса Ромеріса (місто Вільнюс, Литва)
- Балтійська міжнародна академія (місто Рига, Латвія)
- Вища школа — Університет прикладних наук Федерального банку Німеччини (місто Гахенбург, Німеччина)
- Казахський економічний університет ім. Т. Рискулова (місто Алмати, Казахстан)
- Краківський економічний університет (місто Краків, Польща)
- Університет ім. Марії Кюрі-Склодовської (місто Люблін, Польща)
- Національний банк Польщі (місто Варшава, Польща)
- Вища школа менеджменту в Барселоні (місто Барселона, Іспанія)